# Kangshung-Gletscher
Der Kangshung-Gletscher ist neben dem Khumbu-Gletscher und dem Rongpu-Gletscher einer der drei Hauptgletscher des Mount Everest, deren Akkumulationsgebiete an den drei großen Wänden des Everest liegen.
Er ist mit einer Länge von etwa 17 km der längste dieser drei Gletscher. Der Kangshung-Gletscher liegt auf der Ostseite des höchsten Bergs der Erde im Verwaltungsgebiet der Stadt Xigazê im Autonomen Gebiet Tibet der Volksrepublik China.
Die gemeinsame Ostwand von Everest und Lhotse trägt den Namen Kangshung-Wand. Hier nährt sich der Kangshung-Gletscher und fließt durch das Kangshung-Tal nach Osten. Südlich des Gletschers liegen vom Lhotse nach Osten gehend u. a. Pethangtse (6738 m) und das Massiv des Makalu (8463 m) mit seinem Nebengipfeln Makalu II (7678 m – auch Kangshungtse genannt) und dem Chomo Lonzo (7818 m), dessen imposante Nordwand den Blick auf den Hauptgipfel verwehrt. Die Grenze zwischen Nepal und China verläuft über diese Gipfel.
Der Abfluss des Gletschers, der Karma Chu, mündet in den Arun-Oberlauf Bum Chu.
Die Ostseite des Mount Everest ist die am wenigsten zugängliche bzw. erschlossene Seite des Berges. Während man das Basislager am Rongpu-Gletscher mit Geländewagen erreichen kann und auf der mehrtägigen Wanderung zur Südseite des Everests befestigte Lodges zur Übernachtung zur Verfügung stehen, ist der Kangshung-Gletscher am ehesten über einen mehrtägigen Marsch, der eine Passüberquerung einschließt, zu erreichen.